# Sanding (Petir)
Sanding is een bestuurslaag in het regentschap Serang van de provincie Banten, Indonesië. Sanding telt 2498 inwoners (volkstelling 2010).